# Bendita Berlin
Bendita Beatriz Berlin (Villa Clara, Entre Ríos, 12 de marzo de 1917-Buenos Aires, 26 de marzo de 2020) fue una recitadora, declamadora y actriz, argentina de cine, teatro y televisión.

## Carrera
Bendita Berlin es una actriz muy reconocida, sobre todo en la pantalla chica argentina por haber sido la cara de numerosas e inolvidables publicidades. Nació en Villa Clara, una colonia judía de Entre Ríos. Su nombre fue dado por su madre Berta Lebedinsky de Berlin, la primera mujer farmacéutica de la Argentina, quien al darla a luz por parto natural y con uso de fórceps dijo: "Si nace viva mi criatura, bendita sea".
Desde muy chica estudió piano, corte y confección y se recibió de maestra normal nacional. Antes de casarse a los 21 años de edad, fue alumna en un taller de declamación de la dramaturgas y actrices Blanca de la Vega y Alfonsina Storni.
Fundó su propio taller de costura con el cual se mantuvo por 30 años en actividad de 1950, hasta que falleció su esposo. A los 73 años se presentó en un casting de La serenísima. "los postres de la abuela" y ahí comenzó su trabajo en audiovisual.
En cine tuvo apariciones en películas como La herencia del tío Pepe (1998) con Rodolfo Ranni, Miguel del Sel, Alfonso de Grazia, Ana Acosta y Alfonso Pícaro, Mala época (1998) con Pablo Vega, Alberto Busaid, Daniel Valenzuela y Roly Serrano, y  en el 2011 con la película dirigida por  Alejandro Montiel, Extraños en la noche con Diego Torres, Julieta Zylberberg y Fabián Vena. También encabezó el cortometraje Las pelotas en el 2009.
En televisión participó esporádicamente en algunas ficciones pero fue en la publicidad donde la lanzó a la popularidad. Fue la cara del famoso comercial de desinfectante de piso Echo Listo, donde exclamaba la célebre frase: "¡Dele una patada al balde!".
En teatro trabajó en la obra Madresperanza de Mario Cura en 2001 con Carlo Argento y Claudio Da Passano estrenado en el Teatro San Martín.
Estuvo en la Escuela del cuento, narró decenas de cuentos a lo largo de más de 5 décadas en facultades, escuelas y teatros. Además de ser una asidua estudiosa de la Tora en la AMIA.
En su vida privada se casó con Ángel, en 1939 y con quien convivió hasta la muerte de este en 1980, después de 41 años de matrimonio. Junto con él tuvo a sus tres hijos. Luego se casa con Simón, un hombre jubilado, artesano.
El 27 de agosto de 2012, en el Teatro Tabarís, la Fundación SAGAI le entregó el premio «Reconocimiento a la Trayectoria 2012» a figuras del medio audiovisual mayores de 80 años.
Muere el 26 de marzo de 2020, en Buenos Aires.

## Filmografía
- 2018: Román
- 2013: Alfonsina (documental).[6]
- 2011: Extraños en la noche .
- 2009: Las pelotas (cortometraje).[7]
- 1998: Mala época
- 1998: La herencia del tío Pepe

## Televisión
- 2009: Epitafios.

## Teatro
- 2001: Madresperanza.